# Hydrovatus baptus
Hydrovatus baptus är en skalbaggsart som beskrevs av Guignot 1954. Hydrovatus baptus ingår i släktet Hydrovatus och familjen dykare. Inga underarter finns listade i Catalogue of Life.